# Växtpigment

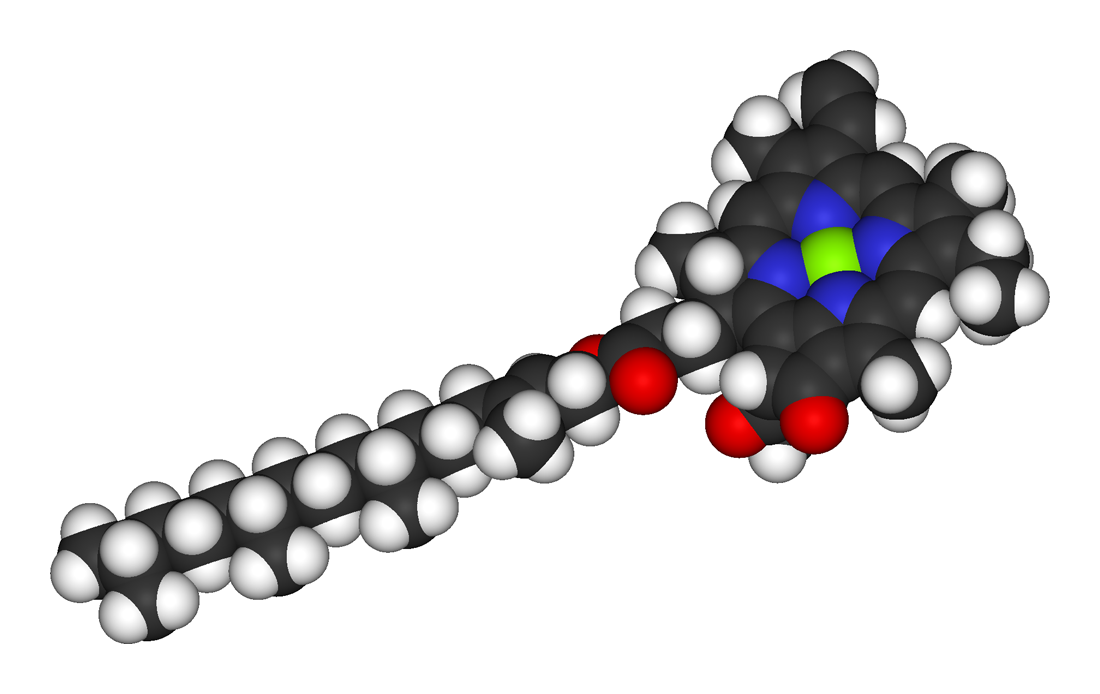
Kalottmodell av en klorofyllmolekyl..

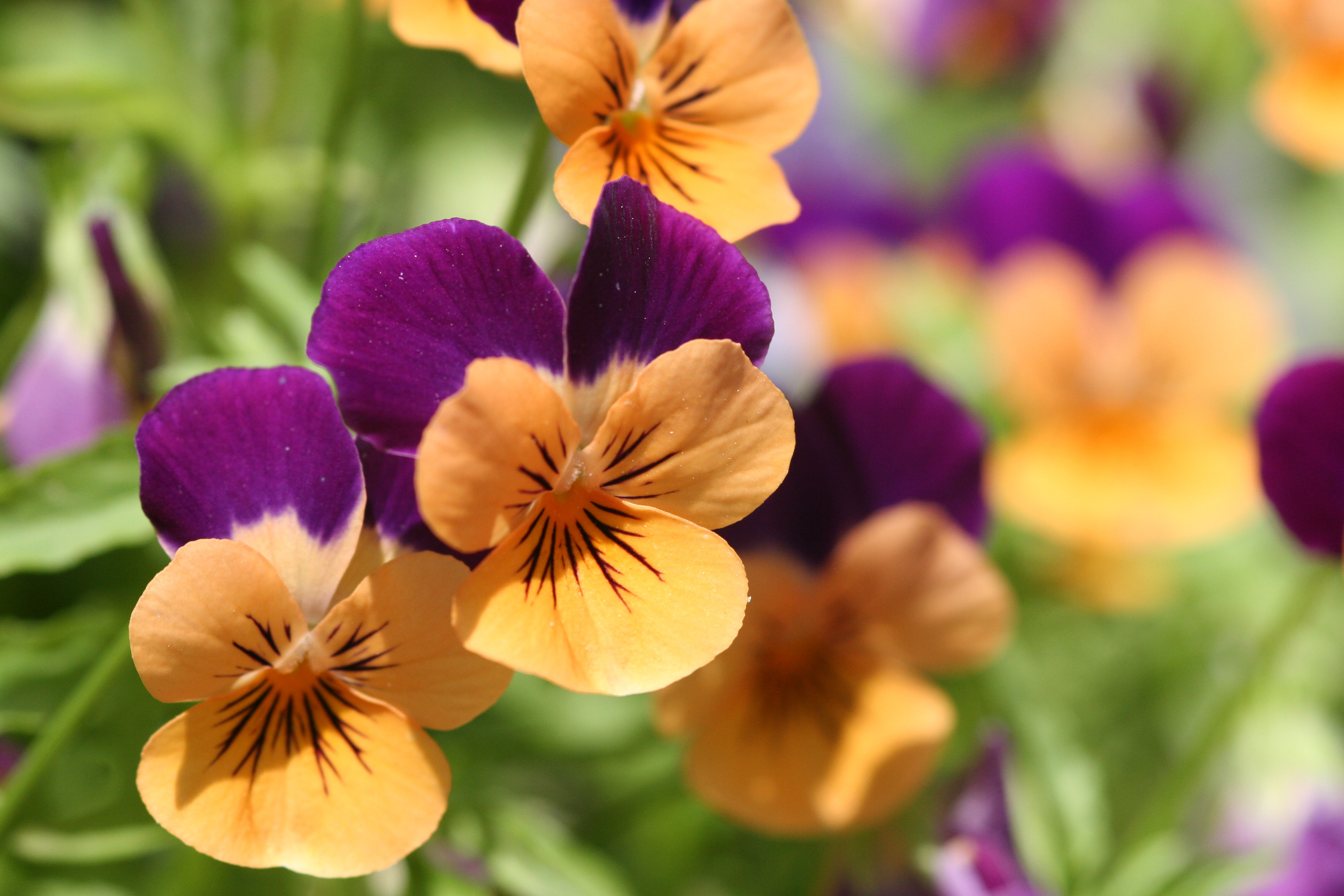
Antocyanin ger dessa penséer sin violetta färg.

Växtpigment är pigment som förekommer hos växter (i vid mening). Deras främsta funktion är fotosyntesen, som använder de gröna pigmenten klorofyller tillsammans med flera röda till gula pigment som bidrar till att fånga in så mycket ljus som möjligt.
Andra funktioner innefattar att ge färg åt blommor för att locka till sig pollinatorer.

## Typer
Växtpigmenten innefattar diverse typer av molekyler som porfyriner, karotenoider, antocyaniner och betalainer. Alla biologiska pigment absorberar selektivt vissa våglängder av ljus medan de reflekterar andra. Energin i ljuset som absorberas kan användas av växten för att driva kemiska reaktioner, medan det reflekterade ljuset bestämmer vilken färg pigmentet upplevs att ha.
De viktigaste pigmenttyperna hos växter är:
- Klorofyller är de viktigaste pigmenten hos fotosyntetiserande växter. Klorofyll är en klorin som absorberar röda och blå våglängder, medan det reflekterar grönt. Det är den relativt höga halten klorofyll som ger växter deras gröna färg. Alla landväxter och grönalger har två typer av klorofyll: klorofyll a och klorofyll b. Hos brunalger, kiselalger och andra kromister finns även klorofyll c och klorofyll d förekommer hos en del rödalger. Klorofyllets primära roll är att omvandla ljusenergi till kemisk energi.

- Karotenoider är röda, orange eller gula tetraterpenoider. De fungerar som accessoriska pigment och samlar in ljus som inte absorberas av klorofyll, så att även detta kan användas för fotosyntes. De fyller också andra funktioner hos växterna genom att förhindra skador på grund av fotooxidation och som prekursorer för abskisinsyra. Karotenoider har visats fungera som antioxidanter och β-karoten fungerar som provitamin A hos djur. De sex vanligaste karotenoiderna hos växter är neoxantin, violaxantin, anteraxantin, zeaxantin,  β-karoten och, den allra vanligaste, lutein.[1] Det finns många andra karotenoider, till exempel lykopen som ger tomater deras röda färg, luteinepoxid som finns hos många vedväxter[2][3] lactucaxantin som finns i sallad och α-karoten som finns i morötter. I allmänhet beror karotensammansättningen hos växter på yttre omständigheter,[4] till exempel omvandlas violaxantin via anteraxantin till zeaxantin i starkt ljus, medan det återbildas om ljuset blir svagare.[5] Utöver de ovannämnda förekommer fukoxantin hos brunalger och andra heterokonter.

- Antocyaniner (bokstavligen "blomblått") är vattenlösliga flavonoidpigment som är röda till blå beroende på pH. De förekommer i alla vävnadstyper hos högre växter och ger färg åt blad, stjälkar, rötter, blommor och frukter fast de förekommer inte alltid i tillräcklig mängd för att märkas. Genom att de är vattenlösliga förekommer de i vakuolen, till skillnad från klorofyll och karotener.[6] Antocyaniner är mest framträdande i kronblad, där de kan utgöra upp till 30% av vävnadens torrvikt. Antocyaniner tros också kunna skydda det känsliga fotosyntessystemet mot överhettning genom att filtrera bort det röda ljuset som används av klorofyll.[7] Men de är också ansvariga för purpurfärgren på bladundersidan hos tropiska skuggväxter (som till exempel Tradescantia zebrina) - hos dessa kan antocyaninets funktion vara att absorbera värme och på så sätt öka transpirationen, men funktionen är inte klarlagd.[8][7]

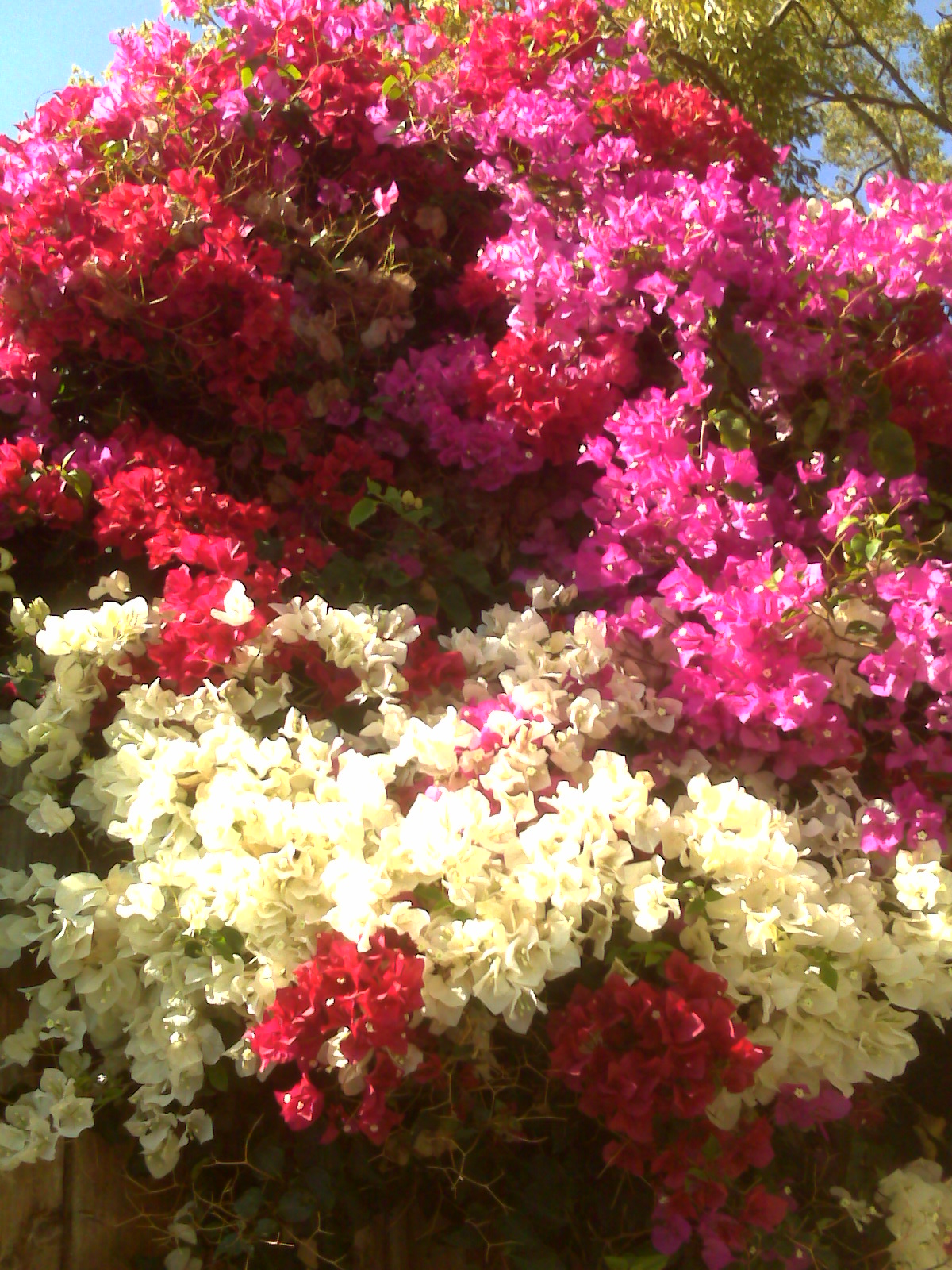
Högbladen hos Bougainvillea får sin färg från betalainer.

- Betalainer är röda eller gula pigment som liksom antocyaninerna är vattenlösliga, och förekommer därför också i vakuolerna, men till skillnad från antocyaninerna syntetiseras de från tyrosin. Dessa pigment finns bara hos Caryophyllales (de flesta familjerna, till exempel kaktusar och amaranter, men inte hos nejlikväxterna) och förekommer inte tillsammans med antocyaniner. Betalaniner är orsaken till den djupt röda färgen hos rödbetor och används kommersiellt som livsmedelsfärger.

## Färgförändringar hos växter
Ett speciellt märkbart pigmentfenomen är färgförändringen hos de lövfällande trädens blad på hösten, när bladen övergår från att vara gröna till att uppvisa olika nyanser i rött, orange, gult och brunt. Detta beror på att när mängden klorofyll minskar i bladen framträder färgen hos de övriga pigmenten plus att antocyaninproduktionen ökar. Klorofyll bryts ner till färglösa tetrapyrroler genom fotooxidation och måste därför hela tiden nybildas. Detta sker under sommaren, så bladen behåller därför sin gröna färg. När hösten kommer börjar förbindelserna mellan bladen och resten av växten blockeras (när abskissionslagret börjar bildas inför lövfällningen) och inom kort upphör därför klorofyllproduktionen i bladen helt. Det socker som av samma anledning blivit kvar i bladen ombildas till antocyaniner. 
Ett annat fenomen som hänger samman med nerbrytning av klorofyll och exponering av andra pigment är färgförändringar hos mognande frukter. Dessa följer i mångt och mycket, men inte helt, samma principer som förändringarna hos höstlöv. En gemensam detalj är exempelvis den välkända effekten av ljusmängden på hastigheten med vilken färgförändringen sker både hos frukter och blad.